# Rosa Tudor

Rosa Tudor

La rosa Tudor (de vegades anomenada també rosa anglesa o rosa de la unió) és l'emblema floral heràldic tradicional d'Anglaterra, i agafa el seu nom i orígens de la dinastia Tudor, que va unir la Casa de York i la Casa de Lancaster. La rosa Tudor combina, per tant, els emblemes de les dues cases; és una combinació de la rosa roja de Lancaster i la rosa blanca de York.
La rosa Tudor apareix en algunes monedes, per exemple en la moneda de vint penics britànica, així com en l'escut del Regne Unit.